# Eleições municipais na Noruega em 2015

Os 428 municípios da Noruega

As Eleições municipais na Noruega tiveram lugar em 14 de setembro de 2015.

Os partidos vencedores foram o Partido Trabalhista (Arbeiderpartiet) e o Partido Verde (Miljøpartiet De Grønne), tendo havido um recuo dos partidos da coligação governamental - o Partido Conservador e o Partido do Progresso.

## Resultados finais
Resultados finais segundo o Portal das Eleições do Governo da Noruega.

| Partido | Partido                        | Nº Votos | % Votos | +/- |
| ------- | ------------------------------ | -------- | ------- | --- |
|         | Partido Trabalhista            | 785 799  | 33,0%   | 1,3 |
|         | Partido Conservador            | 552 334  | 23,2%   | 4,8 |
|         | Partido do Progresso           | 225 438  | 9,5%    | 1,9 |
|         | Partido do Centro              | 202 238  | 8,5%    | 1,7 |
|         | Partido Liberal                | 131 078  | 5,5%    | 0,8 |
|         | Partido Democrata Cristão      | 129 551  | 5,4%    | 0,2 |
|         | Partido Verde                  | 100 955  | 4,2%    | 3,3 |
|         | Partido da Esquerda Socialista | 97 933   | 4,1%    | =   |
|         | Partido Vermelho               | 46 689   | 2,0%    | 0,5 |